# Cosma Presbitero
Cosma Presbitero, oppure Cosma il Presbitero (X secolo – X secolo), è stato uno scrittore e presbitero bulgaro.

## Biografia
Cosma Presbitero fu attivo nella seconda metà del X secolo.
Le scarse notizie biografiche riguardanti Cosma Presbitero ha alimentato le supposizioni più disparate degli studiosi.
Semplice 'Presbitero' si dichiarò Cosma nell'unica sua opera nota, un Discorso o Discorso contro i bogomili (Beseda), contro i bogomili, che rappresenta la più importante fonte di notizie sull'ideologia di questa setta religiosa, cristiano-gnostica, sorta nel X secolo come derivazione dalla setta affine dei pauliciani, e rappresentò uno sviluppo del dualismo orientale, che riteneva che la realtà fosse retta dai principi del Bene e del Male, ed influenzò la nascita e lo sviluppo del movimento dei catari.
La sua opera incomincia con un'introduzione contenente notizie sulla nascita dei bogomili, dopo di che Cosma Presbitero considera i singoli punti della dottrina degli eretici; nel Discorso vengono di volta in volta presentate e confutate varie posizioni teologiche.
Il Discorso prosegue con una serie di consigli rivolti a monaci e religiosi per correggere i propri errori ed offrire un migliore esempio di cristianità.
Il Discorso si conclude con una brillante esposizione dei principi della vera fede, oltre che con una serie di maledizioni indirizzate contro coloro che ad essa di oppongono, sia nel pensiero sia nelle opere.
La personalità di Cosma Presbitero, rivelata dalla sua opera, appare quella di una personalità dotata di grandi conoscenze teologiche e dottrinali, e di non comuni capacità oratorie.

## Opere
- Discorso o Discorso contro i bogomili (Beseda).